# 中心体マトリックス
中心体マトリックス（ちゅうしんたいマトリックス、英: pericentriolar matrix）または中心体周辺物質（ちゅうしんたいしゅうへんぶっしつ、英: pericentriolar material、略称: PCM）は、円筒状の構造である中心小体とともに中心体を構成する要素の一つ。中心小体の外側を取り囲む、アモルファス状の構造体であると考えられている。中心体マトリクス、中心小体周辺物質、中心子周辺物質ともいう。

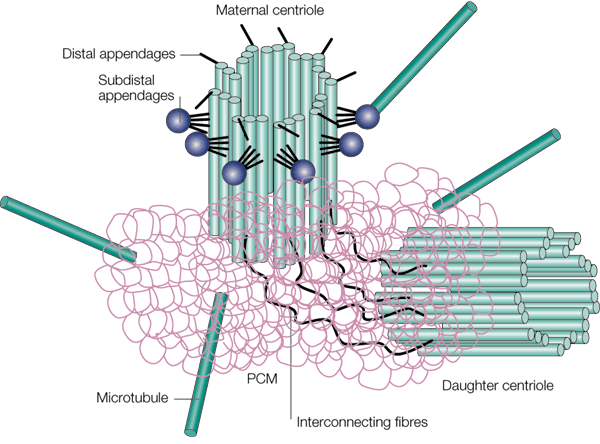
The purple mesh represents pericentriolar material (PCM)

## 機能
中心体マトリックスは、NEDD1やCDK5RAP2を介してγチューブリン複合体を集積させており、微小管形成中心としての機能を担う。また分裂期には、中心体に含まれる二本の中心小体が分離しないよう、外側からつなぎとめる役割を担っている。

## 細胞周期
中心体マトリックスは間期の間は直径300 nm程度のトーラス状の構造であるが、分裂期にはPLK1というキナーゼの活性によって直径400-500 nmにまで拡大する。拡大した中心体マトリックスには多量のγチューブリン複合体が集積し、微小管形成能が強まることで、紡錘体の極を形成できる。細胞分裂の後期には、活性化したセパラーゼが中心体マトリックスの主要構成タンパク質であるPCNTを切断し、中心体マトリックスは散逸・縮小する。

## 構成タンパク質
- PCNT
- CDK5RAP2
- TUBG1
- NLP
- NEDD1
- CEP192